# Athénée le Mécanicien
Pour les articles homonymes, voir Athénée.
Athénée le Mécanicien (en grec ancien Ἀθήναιος, en latin Athenaeus Mechanicus) est un écrivain militaire de la Grèce antique. Il est l'auteur d'un ouvrage de poliorcétique intitulé Sur les machines ou La Mécanique (Περὶ μηχανημάτων / Peri mêkhanêmatôn).
On ne possède aucun détail sur sa vie, cependant Strabon en fait un contemporain d’Athénée de Séleucie et la plupart des commentateurs modernes pensent que les deux personnages sont confondus. Athénée de Séleucie était un philosophe de l'école péripatétique ayant notamment vécu à Rome à la fin du Ier siècle av. J.-C.

## Éditions
- Carl Wescher, Poliorcétique des Grecs, Paris, 1867 (lire en ligne).
- (de) Rudolf Schneider, Griechische Poliorketiker, vol. III : Abhandlungen der königlichen Gesellschaft der Wissenschaften zu Göttingen: philologisch-historische Klasse, Berlin, Weidmann, 1912.
- (grc + en) David Whitehead et P.H. Blyth (trad. du grec ancien), Athenaeus Mechanicus, On Machines, Stuttgart, Franz Steiner Verlag, coll. « Historia-Einzelschrift » (no 182), 2004, 236 p. (ISBN 978-3-515-08532-8, BNF 40049914, présentation en ligne).
- (grc + it) Maurizio Gatto (dir.) (trad. du grec ancien), Il Peri mechanematon di Ateneo meccanico. Edizione critica, traduzione, commento e note, Rome, Aracne editrice, coll. « Aio » (no 567), 2010, 581 p. (ISBN 978-88-548-3102-5, BNF 42190440, présentation en ligne).